# Hermanos Sherman
Los hermanos Sherman (Robert y Richard) fueron autores de muchas de las canciones más famosas de Disney; trabajaron en las películas Mary Poppins, El Libro de la Selva, Merlín el encantador, Winnie the Pooh, Chitty Chitty Bang Bang, The Slipper and the Rose, La película de Tigger, La bruja novata y compusieron el archifamoso tema del parque Disneyland "It's a Small World (after all)"  -"Es un pequeño mundo (después de todo)"-.
Robert B. Sherman (19 de diciembre de 1925 -5 de marzo de  2012) y su hermano menor Richard M. Sherman (12 de junio de 1928-25 de mayo de 2024) nacieron en la ciudad de Nueva York y eran hijos de un emigrante ruso de origen judío. En 2001, Robert, después de la muerte de su esposa, trasladó su residencia a Londres, coincidiendo con el estreno del musical Chitty Chitty Bang Bang en el London Palladium en 2002. En 2004 el musical Mary Poppins también se estrenó en Londres en el Prince Edward Theatre. Los hermanos colaboraron en nuevos materiales para ambos proyectos. En 2005 y 2006, respectivamente, Chitty Chitty Bang Bang y Mary Poppins se estrenaron en Broadway (Nueva York).

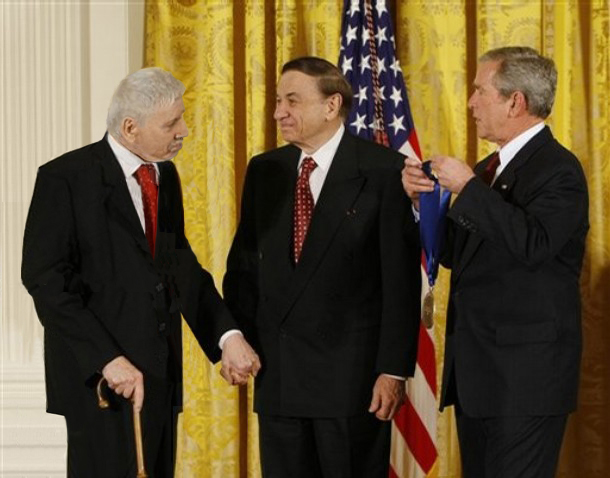
Los hermanos Sherman al recibir la Medalla Nacional de las Artes, el más alto honor otorgado a artistas de Gobierno de los Estados Unidos. De izquierda a derecha: Robert B. Sherman, Richard M. Sherman y el presidente George W. Bush en la Casa Blanca, 17 de noviembre de 2008.

En 2008 los hermanos fueron homenajeados por el presidente estadounidense George W. Bush en la Casa Blanca. Recibieron el honor más alto que el gobierno estadounidense otorga a los artistas o mecenas de las artes: la Medalla Nacional de Honor. En 2010 los hermanos recibieron una ventana en la Main Street de Disneyland.
En 2011 los hermanos Sherman fueron distinguidos con el doctorado honoris causa por su universidad, el Bard College. A pesar de que vivían en continentes diferentes seguían colaborando de vez en cuando en la promoción de nuevos proyectos musicales.

## Premios y distinciones
Premios Óscar
| Año  | Categoría                                      | Película                       | Resultado |
| ---- | ---------------------------------------------- | ------------------------------ | --------- |
| 1965 | Mejor banda sonora – sustancialmente original  | Mary Poppins                   | Ganadores |
| 1965 | Mejor canción original                         | Mary Poppins                   | Ganadores |
| 1969 | Mejor canción original                         | Chitty Chitty Bang Bang        | Nominados |
| 1972 | Mejor canción original                         | La bruja novata '              | Nominados |
| 1972 | Mejor orquestación: adaptación y coro original | La bruja novata '              | Nominados |
| 1974 | Mejor orquestación: adaptación y coro original | Tom Sawyer                     | Nominados |
| 1978 | Mejor canción original                         | The Slipper and the Rose Waltz | Nominados |
| 1978 | Mejor orquestación: adaptación y coro original | The Slipper and the Rose Waltz | Nominados |
| 1979 | Mejor canción original                         | La magia de Lassie             | Nominados |